# Cambridge Springs
Cambridge Springs település az USA Pennsylvania államában. Lakosainak száma 2590 fő (2020. április 1.).

## Népesség
A település népességének változása:
| Lakosok száma | 452  | 2595 | 2590 |
|               | 1870 | 2010 | 2020 |